# Бродяга (фільм, 1981)
Бродяга (англ. Raggedy Man) — американський фільм 1981 року.

## Сюжет
Друга світова війна. Маленьке містечко в Техасі. Ніта працює телефоністкою і одна виховує двох синів. Будучи розлученною вона постійно потерпає від глузуваннь і знущаннь оточуючих. Дружба з молодим моряком Тедді, який намагається стати захисником і опорою для Ніти та її дітей, дає міським пліткарям новий привід для розмов. Після того, як Тедді призивають на військову службу, в житті Ніти з'являється бродяга Бейлі.

## У ролях
| Актор             | Роль               |
| ----------------- | ------------------ |
| Сіссі Спейсек     | Ніта Лонглі        |
| Ерік Робертс      | Тедді              |
| Сем Шепард        | Бейлі              |
| Вільям Сандерсон  | Келвін             |
| Трейсі Волтер     | Арнольд            |
| Р.Г. Армстронг    | Рігбі              |
| Генрі Томас       | Гаррі              |
| Кері Голліс мол.  | Генрі              |
| Ед Гелдарт        | містер Келлоуей    |
| Білл Турман       | шериф              |
| Сьюзі Маклафлін   | Джин Лестер        |
| Лупе Хуарес       | Крекенсіо Баркіпер |
| Джессі Лі Фултон  | міс Пуд            |
| Лубелле Кемп      | міс Бойла          |
| Джеймс Н. Гаррелл | продавець квитків  |
| Лі Векергеджен    | старий             |
| Дейв Девіс        | заступник          |